# Gabriela Creția
Gabriela Maria Ana Creția (n. 29 martie 1933, București, România) este o specialistă în filologie clasică și traducătoare de limbă franceză.

## Biografie
A urmat cursurile Facultății de Filologie, secția filologie clasică, din cadrul Universității din București. A fost profesoară consultantă la Facultatea de Limbi și Literaturi Străine din cadrul Universității din București (șef catedră Limbi Clasice: 1992-1996). În 1980 a primit titlul de doctor în filologie cu teza Dignus și derivații săi, contribuție la studiul diacronic al lexicului latin.
A fost prima soție a filosofului Petru Creția, clasicist, profesor de limbă elină în cadrul aceleiași facultăți.
Este reprezentanta României în Organizația Internațională „EuroClassica” de studii clasice. A participat la numeroase congrese internaționale: Oslo, Madrid, Chios, Coimbra, Nijmegen, Budapesta, Paris etc. Este  autoarea unor lucrări importante și traduceri din limba franceză ce privesc literatura latină, precum și a unei gramatici a limbii latine. A publicat articole în numeroase reviste de specialitate. Dintre domeniile de interes se evidențiază gramatica istorică latină, stilistica, analiza naratologică și folclorul comparat.
Este membră a Uniunii Scriitorilor din România, a organizației Solidaritatea Universitară (din 1990) și membră a Societății Române de Studii Clasice. 

## Lucrări

### Volume
- Limba latina: manual pentru clasa a XII-a, licee de filologie-istorie; Maria Capoianu, Gabriela Cretia, 1990
- Limba latina: manual pentru clasa a X-a; Maria Capoianu, Gabriela Cretia si Mariana Ivan, 1997
- Limba latina: manual pentru clasa a XII-a, (licee si clase cu profil umanist); Maria Capoianu si Gabriela Cretia, 1998
- Morfologia istorică a verbului latin, Editura Universității din București, 1999
- Dignus et ses dérivés. Contribution à l’étude diachronique du lexique latin (Teză de doctorat), 2003

### Revizie științifică a unor lucrări de specialitate
- Vergilius, Eneida, trad. de E.Lovinescu, antologie, prefață, note de G.Creția, Editura Albatros, București, 1978
- Tacitus, Anale, trad. de G.Guțu, revizuită de G.Creția, Editura Humanitas, București, 1995
- Maria Pârlog, Gramatica limbii latine, revizuită de G.Creția, Editura All, București, 1996

### Prefețe
- Evoluția poeziei latine, în Antologia poeziei latine, Editura Albatros, București, 1973

### Traduceri
- Jean Bayet, Literatura latină, București, Univers, 1972
- Julien Benda, Trădarea cărturarilor, Editura Humanitas, București, 1993, ediția a II-a, Editura Humanitas, București, 2007
- Georges Dumézil, Mit și epopee, în colaborare cu Francisca Băltăceanu și Dan Slușanschi, Editura Științifică, 1993
- Pierre Grimal, Tacit, în colaborare cu Lidia Cotea, Editura Teora, 2000
- Andreї Makine, Franța pe care uitǎm s-o iubim, Editura Humanitas, București, 2007
- Paul Veyne, Sexualitate și putere în Roma antică, Editura Humanitas, București, 2009
- Ecaterina Balacioiu-Lovinescu, Scrisori catre Monica: 1947-1951; trad. scrisorilor din franceza Gabriela Cretia; selectia, aranjarea text., pref., tab., cronol. si note Astrid Cambose. Editura Humanitas, București, 2012
- Ecaterina Bălăcioiu-Lovinescu - Scrisori catre Monica: 1951-1958.Traducerea scrisorilor din limba franceză de Gabriela Creția; Selecția și îngrijirea textelor, postfață, tabel cronologic și note de Astrid Cambose; Colecția Memorii/Jurnale; Editura Humanitas, București, 2016[3]

### Tratate universitare
- Accius, în Tratatul de istoria literaturii latine, vol.I, Editura Didactică și Pedagogică, București, 1964
- C.Valerius Cattulus, în Antologie de texte comentate, București, 1978
- C.Sallustius, ibid.
- Hyginus, ibid., vol II
- Valerius Maximus, ibid., vol III
- Derivarea cu prefixe, în Istoria limbii române, vol.I, Editura Academiei, București, 1965

## Comunicări în străinătate (selectiv)
- What is Romania? (history, culture, politics), Olanda, 1992
- Le voyage d‘Énée au bout de soi-même Madrid, Spania, 1993
- La ensenanza de las linguas clasica en Rumanía, Madrid, 1993
- Remarks on Latin proverbs, Oslo, Norvegia, 1993

## Premii
- Premiul pentru traducere al Salonului Național de Carte și Publicații Culturale (pentru Mit și epopee de Georges Dumézil, 1994)